# Landkreis Jerichow I
Der Landkreis Jerichow I, ursprünglich Kreis Jerichow I, bestand in der preußischen Provinz Sachsen und dem Land Sachsen-Anhalt der SBZ bzw. DDR von 1816 bis zum 30. Juni 1950.

## Verwaltungsgeschichte

### Königreich Preußen
Im Rahmen der Preußischen Verwaltungsreformen nach dem Wiener Kongress wurde 1816 der Kreis Jerichow I im Regierungsbezirk Magdeburg der Provinz Sachsen eingerichtet. Der Kreis fasste den 1. Distrikt des Jerichower Kreises und den Ziesarschen Kreis des ehemaligen Herzogtums Magdeburg, das ehemals kursächsische Amt Gommern und das anhalt-dessauische Amt Walternienburg zusammen. Sitz des Landrates war zuerst die Stadt Loburg, dann ab 1818 Schloss Neuhaus in Leitzkau, seit 1850 wieder Loburg und seit 1877 die Stadt Burg.
Am 8. Mai 1828 wechselten die Dörfer Cracau und Prester aus dem Stadtkreis Magdeburg in den Kreis Jerichow I.

### Norddeutscher Bund/Deutsches Reich
Seit dem 1. Juli 1867 gehörte der Kreis zum Norddeutschen Bund und seit dem 1. Januar 1871 zum Deutschen Reich.
Am 1. April 1910 schieden die Landgemeinden Cracau und Prester aus dem Kreis aus und wurden in den Stadtkreis Magdeburg eingegliedert. Am 1. April 1913 wurden die Landgemeinden Elbenau und Grünewalde in die Stadt Schönebeck (Elbe) im Kreis Calbe eingegliedert. Am 1. Juni 1924 verließ die Stadt Burg b. M. den Kreis Jerichow I und bildete fortan einen eigenen Stadtkreis. Der Verwaltungssitz des Kreises Jerichow I blieb in Burg.
Gegen Ende der 1920er Jahre wurden die Gutsbezirke im Kreis aufgelöst und benachbarten Landgemeinden zugeteilt. Nach der Auflösung der Provinz Sachsen zum 1. Juli 1944 gehörte der Kreis zur neuen Provinz Magdeburg. Im Frühjahr 1945 wurde das Kreisgebiet durch die Rote Armee besetzt.

### Sowjetische Besatzungszone/DDR
Die Gemeinden Flötz, Gehrden, Güterglück, Kämeritz, Lübs, Moritz, Prödel, Schora, Töppel und Walternienburg wurden 1946 aus dem nunmehr Landkreis Jerichow I genannten Kreis in den Landkreis Zerbst umgegliedert.
Am 1. Juli 1950 kam es in der DDR zu einer ersten Verwaltungsreform:
- Der Landkreis Jerichow I wurde aufgelöst.
- Die Gemeinden Calenberge, Pechau und Randau wechselten in den Landkreis Schönebeck.
- Die restlichen Gemeinden bildeten den neuen Landkreis Burg.
- Die kreisfreie Stadt Burg wurde als Kreisstadt in den Landkreis eingegliedert.
- Die Gemeinde Reesen wechselte aus dem Landkreis Jerichow II in den Landkreis Burg.

Im Zuge der Verwaltungsreform von 1952 in der DDR wurden am Landkreis Burg umfangreiche Gebietsänderungen vorgenommen:
- Die Gemeinden Görzke und Werbig kamen zum Kreis Belzig im Bezirk Potsdam.
- Die Stadt Ziesar sowie die Gemeinden Boecke, Buckau, Bücknitz, Glienecke, Gräben, Köpernitz, Rottstock, Steinberg, Wenzlow, Wollin und Zitz kamen zum Kreis Brandenburg-Land im Bezirk Potsdam.
- Die Städte Loburg und Möckern sowie die Gemeinden Brietzke-Kalitz, Dalchau, Dannigkow, Dörnitz, Dretzen, Drewitz, Hobeck, Hohenlobbese, Hohenziatz, Isterbies, Ladeburg, Leitzkau, Lübars, Magdeburgerforth, Reesdorf, Rosian, Schopsdorf, Schweinitz, Tryppehna, Vehlitz, Wallwitz, Zeddenick und Zeppernick bildeten den Kreis Loburg im Bezirk Magdeburg.
- Die Gemeinden Plötzky, Pretzien und Ranies kamen zum Kreis Schönebeck im Bezirk Magdeburg.
- Alle übrigen Gemeinden, darunter die Städte Burg und Gommern, bildeten zusammen mit der Gemeinde Krüssau des Kreises Genthin den Kreis Burg im Bezirk Magdeburg.

## Einwohnerentwicklung
| Jahr | Einwohner | Quelle |
| ---- | --------- | ------ |
| 1816 | 37.705    | [ 3 ]  |
| 1843 | 53.483    | [ 4 ]  |
| 1871 | 64.797    | [ 5 ]  |
| 1890 | 73.173    | [ 6 ]  |
| 1900 | 81.703    | [ 6 ]  |
| 1910 | 81.386    | [ 6 ]  |
|      |           |        |
| 1925 | 59.127    | [ 6 ]  |
| 1933 | 58.140    | [ 6 ]  |
| 1939 | 60.862    | [ 6 ]  |
| 1946 | 76.333    | [ 7 ]  |

## Kommunalverfassung
Der Kreis Jerichow I gliederte sich in Städte, in Landgemeinden und – bis zu deren nahezu vollständiger Auflösung – in selbstständige Gutsbezirke. Mit Einführung des preußischen Gemeindeverfassungsgesetzes vom 15. Dezember 1933 sowie der Deutschen Gemeindeordnung vom 30. Januar 1935 wurde zum 1. April 1935 das Führerprinzip auf Gemeindeebene durchgesetzt. Eine neue Kreisverfassung wurde nicht mehr geschaffen; es galt weiterhin die Kreisordnung für die Provinzen Ost- und Westpreußen, Brandenburg, Pommern, Schlesien und Sachsen vom 19. März 1881.

## Landräte
- 1816–1850 Otto von Münchhausen
- 1850–1853 Ferdinand von Münchhausen (1810–1882)
- 1856–1886 Carl von Plotho (1827–1886)
- 1886–1890 Wilhelm von Hegel (1849–1925)
- 1890–1892 Karl Statius von Münchhausen († 1893)
- 1892–1918 Arthur von Pieschel († 1924)
- 1918–1919 Melchior von Breitenbuch (1874–1940)
- 1935–1945 Herbert Friedrich Richard Lehmann (1893–?)

## Städte und Gemeinden

Siedlungs- und Wüstungskarte der Kreise Jerichow I und Jerichow II von Gustav Reischel (1930)

### Stand 1945
Der Kreis Jerichow I umfasste 1945 vier Städte, 86 weitere Gemeinden und einen gemeindefreien Gutsbezirk:
| - Biederitz - Boecke - Brietzke-Kalitz - Buckau - Bücknitz - Büden - Calenberge - Dalchau - Dannigkow - Detershagen - Dörnitz - Dretzen - Drewitz - Flötz - Friedensau - Gehrden - Gerwisch - Glienecke - Gommern, Stadt - Görzke - Gräben - Grabow - Groß Lübars | - Grüningen - Gübs - Güterglück - Hobeck - Hohenlobbese - Hohenwarthe - Hohenziatz - Ihleburg - Isterbies - Kämeritz - Karith - Klein Lübars-Riesdorf - Königsborn - Köpernitz - Körbelitz - Küsel - Ladeburg - Leitzkau - Loburg, Stadt - Lostau - Lübs - Lühe - Magdeburgerforth | - Menz - Möckern, Stadt - Moritz - Möser - Nedlitz - Niegripp - Parchau - Pechau - Pietzpuhl - Plötzky - Pramsdorf - Pretzien - Prödel - Randau - Ranies - Reesdorf - Rietzel - Rogäsen-Jerichow - Rosian - Rottstock - Schartau - Schermen - Schopsdorf | - Schora - Schweinitz - Stegelitz - Steinberg - Stresow - Theeßen - Töppel - Tryppehna - Vehlitz - Wahlitz - Wallwitz - Walternienburg - Wenzlow - Werbig - Wollin - Woltersdorf - Wörmlitz - Zeddenick - Zeppernick - Ziepel - Ziesar, Stadt - Zitz |

Zum Kreis gehörte außerdem der gemeindefreie Gutsbezirk Altengrabow.

### Bis 1945 aufgelöste oder ausgeschiedene Gemeinden
- Cracau, 1910 zu Magdeburg
- Elbenau, 1913 zu Schönebeck im Kreis Calbe
- Groß Lübs und Klein Lübs, 1937 zu Lübs zusammengeschlossen
- Grünewalde, 1913 zu Schönebeck im Kreis Calbe
- Prester, 1910 zu Magdeburg